# My Dear/NORIKO Part V
『My Dear/NORIKO Part V』は、日本の歌手・酒井法子が1989年12月16日に発売した5枚目のオリジナル・アルバムである。

## 解説
先行シングル「ALL RIGHT」収録。
「Silence for love」は酒井による自作詞。
「恋のレシピ」は1992年に歌手デビューする熊谷幸子の作曲家デビュー作である。

## 売上
週間オリコンチャートにおいては13位を記録、登場週数は5週。

## 収録曲
| #         | タイトル                    | 作詞             | 作曲               | 編曲      | 時間  |
| --------- | --------------------------- | ---------------- | ------------------ | --------- | ----- |
| 1.        | 「TELEPATHY」               | 尾島圭           | 大貫順子・堀口和男 | 本間昭光  | 03:54 |
| 2.        | 「あなたにホームシック」    | 田口俊           | くまくら薫平       | 鷺巣詩郎  | 04:22 |
| 3.        | 「クリスマス・シンデレラ」  | 尾島圭・小林雅子 | くまくら薫平       | 山本健司  | 04:07 |
| 4.        | 「Silence for love」        | 法子             | 後藤瑞穂・堀口和男 | 山本健司  | 04:08 |
| 5.        | 「Air mail」                | 小林雅子         | くまくら薫平       | 山本健司  | 04:26 |
| 6.        | 「ALL RIGHT」               | 遠藤京子         | 遠藤京子           | 鷺巣詩郎  | 04:49 |
| 7.        | 「100%の恋人」              | 安藤富貴         | くまくら薫平       | 鷺巣詩郎  | 03:54 |
| 8.        | 「恋のレシピ」              | 尾島圭           | 熊谷幸子           | 本間昭光  | 03:44 |
| 9.        | 「恋と愛のニュアンス」      | 榎本陽一郎       | くまくら薫平       | 鷺巣詩郎  | 04:19 |
| 10.       | 「BLINK」                   | 鮎川めぐみ       | くまくら薫平       | 鷺巣詩郎  | 03:49 |
| 11.       | 「ありがとう ハートビート」 | 鮎川めぐみ       | くまくら薫平       | 鷺巣詩郎  | 03:49 |
| 合計時間: | 合計時間:                   | 合計時間:        | 合計時間:          | 合計時間: | 45:21 |